# ヴィリニュスマラソン
ヴィリニュスマラソン（リトアニア語: Vilniaus Maratonas）は、毎年9月にリトアニアのヴィリニュスで開催されるロードレースマラソン。
2001年に10kmレースとして開催されたものがはじまりで、2004年からフルマラソン大会となった。2006年からはハーフマラソンも開催されている。
新聞社のリェトゥヴォス・リータスがスポンサーとなっている。

## 大会記録
- 男子：2時間21分15秒（Richard Rotich、2007年）
- 女子：2時間46分59秒（Alena Vinickaja、2005年）